# 대광동 (서울)
대광동(大光洞)은 대한민국 서울특별시의 폐지된 행정동이다. 1955년 4월 18일에 대조동, 불광동, 구산동, 갈현동 지역을 관할하여 설치되었고, 1964년 10월 29일에 폐지되었다.

## 같이 보기
- 불광동
- 구산동
- 갈현동
- 대조동